# Twierdza Strumica
Twierdza Strumica (mac. Струмичко Кале, Strumičko Kale), znana również jako Wieże Cara (mac. Цареви Кули, Carevi Kuli) – ruiny średniowiecznej twierdzy położonej na wzgórzu na południowy zachód od miasta Strumica w Macedonii Północnej. Stanowi ważny zabytek archeologiczny i historyczny regionu.

## Historia
Wzgórze, na którym wznosi się twierdza, było strategicznie ważnym miejscem zamieszkanym od czasów prehistorycznych, począwszy od 3 500 roku p.n.e. Pierwsze fortyfikacje na wzgórzu datuje się na V wiek n.e. Obecna forma twierdzy pochodzi głównie z XI-XII wieku, z okresu panowania bizantyjskiego, kiedy to Strumica była znaczącym ośrodkiem militarnym, administracyjnym, a także centrum kulturalnym i religijnym. Twierdza była wykorzystywana przez Osmanów, jednak z czasem jej znaczenie militarne malało, co doprowadziło do jej stopniowego opuszczenia i popadnięcia w ruinę. Nazwa "Wieże Cara" (Carevi Kuli), używana lokalnie, nawiązuje prawdopodobnie do władców, którzy w przeszłości rezydowali w twierdzy.